# Distretto di Sesheke
Il distretto di Sesheke è un distretto dello Zambia, parte della Provincia Occidentale.
Il distretto comprende 20 ward:
- Imusho
- Kalobolelwa
- Kamanga
- Loanja
- Luampungu
- Luamuloba
- Lusu
- Lwazamba
- Mabumbu
- Machile
- Magumwi
- Maondo
- Mulimambango
- Mulobezi
- Mushukula
- Mwandi
- Nawinda
- Sankolonga
- Sichili
- Simungoma